# 津田直士
津田 直士（つだ なおし、1961年11月18日 - ）は、日本の音楽プロデューサー、作曲家、編曲家、音楽家。東京都千代田区出生。作家としても活動。実妹は声優・童謡歌手の鈴木より子。

## 人物
X JAPAN（当時Ｘ）の元音楽プロデューサー（CBS・ソニー、エクスタシー・レコード在籍時）として知られ、著書『すべての始まり―エックスという青春』や、ドキュメンタリー映画『WE ARE X』、『中居正広の金曜日のスマイルたちへ』のYOSHIKI特集番組、Disney+の『Disney MY MUSIC STORY YOSHIKI』などのインタビュー出演で、ＸやYOSHIKIの魅力とプロデューサー時代のエピソードを伝えている。作曲・編曲家としてもToshI「Bless You」、工藤静香「PRAY」、牧野由依「碧の香り」、臼澤みさき「さんさ里唄」などの楽曲やCM音楽、映像音楽などを数多く手がけ、音楽ユニットI.o.Youとしてアーティスト活動中。
色々なかわいい物（ぬいぐるみ等）との会話もできる感性の持ち主でもある。
また好きな事は、日光浴とインド料理を食べる事。

## 来歴
東京都千代田区に生まれ父親が転勤族だったため、小さい頃から日本各地を転々として育ち、10歳でバッハの『小フーガ』を聴いて音楽の素晴らしさに目覚める。14歳でギターのコードを勉強していくうちに和音の成り立ちを理解してピアノが弾けるようになり、作曲をやり始め、音楽家を志望するようになる。
17歳で応募した、小田和正の歌詞に曲をつける作曲コンテストで準グランプリを獲得。大学時代にプロミュージシャン・プロデューサーとして仕事を開始、1985年の大学卒業と同時にCBS・ソニーに入社。CBS・ソニーでは新人アーティストの発掘を担当。菅野よう子の在籍していたてつ100％やエレファントカシマシなどを発掘して世に送り出している。
1987年秋に発掘担当者として出会ったＸについては、その世界に通用するほどの可能性に気づき、自らプロデュースを手がけることを決意。インディーズ時代から東京ドーム公演までの期間、Ｘの共同プロデューサーを務める。1999年にエクスタシー・ジャパンに移籍。YOSHIKIの日本での公演に関するプロデュースや所属アーティストShiro（後に"ぽるん"に改名）などの作曲・編曲・プロデュースを手がける。
2003年にエクスタシー・ジャパン内に立ち上げたSunset Peach Studioを自身の個人事務所兼制作スタジオとして独立させ、フリーランスのプロデューサー・作曲家として活動を開始。
2004年からソニー・ミュージックパブリッシングに所属。作曲、プロデュース、講演、執筆活動を展開。
2015年、作曲家に専念するためプロデュースは行わないで、以降はX JAPANやYOSHIKIの魅力を伝える執筆活動と音楽ユニットI.o.Youとしての音楽活動だけを展開。
2017年には日本で公開されたX JAPANのドキュメンタリー映画『WE ARE X』にインタビューの形で出演。I.o.You（当時tsudamia）も配信に特化したレーベルOnebitious Recordsから音源の配信を開始。例外的に2018年、ピアニストとしてX JAPANの「ENDLESS RAIN」や松任谷由実の「ダンデライオン～遅咲きのたんぽぽ」、Mr.Childrenの「しるし」など、J-POPの名曲を優しいピアノでカバーしたアルバム『ココロとカラダを癒すピアノ〜TsudaPiano 528Hz / J-POP名曲集〜』をリリースした。

## ディスコグラフィ

### プロデュース
- X
  - 『BLUE BLOOD』（1989年）
  - 『Jealousy』（1991年）
- X JAPAN『ART OF LIFE』（1993年）
- 大貫亜美『solosolo』（1997年）
- YOSHIKI
  - 『天皇陛下御即位十年をお祝いする国民祭典』（1999年）
  - 『Yoshiki Symphonic Concert 2002 with Tokyo City Philharmonic Orchestra featuring Violet UK』（2002年）
- エクスタシーレコード『History of EXTASY 15th Anniversary』（2000年）
- t.A.T.u.『トゥルース 〜ライブ・イン・サンクトペテルブルグ』（2006年）

### 作曲・編曲
- TOSHI「Bless You」（1994年）
- Shiro
  - 「Pearl」（2000年）
  - 「透明な自分」（2000年）
- 工藤静香「PRAY」（2000年）
- 林明日香「言葉一つ」（2003年）
- SHY「PRECIOUS DAYS」（2004年）
- JAFROSAX
  - 「Float In Afternoon」（2005年）
  - 「Sepia Rose」（2005年）
- 牧野由依「碧の香り」（2010年）
- I.o.You
  - 「Dear」〜時を超える贈りもの〜（2017年）
  - 「青春が悲しすぎて」（2018年）
  - 「300Years」（2019年）
  - 「Love No Limit」（2020年）
  - 「いつも心にある海」（2021年）

### その他
- 『G-onらいだーす』オープニングテーマ 「トキメイテ、G-on G!」（2007年）
- 『BLEACH』キャラクターソング（2008年）
- 『ココロとカラダを癒すピアノ〜TsudaPiano 528Hz / J-POP名曲集〜』（2018年）

## 著書
- 『すべての始まり—エックスという青春』（2009年、東邦出版）ISBN 978-4809407871